# Ina
Ina (niem. Ihna) – rzeka, prawy dopływ Odry o długości 126 km w północno-zachodniej Polsce, w województwie zachodniopomorskim. Powierzchnia dorzecza obejmuje obszar 2151 km². Ina płynie przez Pobrzeże Szczecińskie, Pojezierze Zachodniopomorskie i na krótkim odcinku źródłowym Pojezierze Południowopomorskie.
Miasta nad Iną: Goleniów, Recz, Stargard.

## Przebieg
Ina ma źródło na wschód od kolonii Gronówko (ok. 2,5 km), na obszarze gminy Kalisz Pomorski, na Równinie Drawskiej. Stąd płynie w kierunku zachodnim do wsi Ciemnik, gdzie łączy się z Kanałem Iny biegnącym z jeziora Ińsko i Stubnica. Następnie płynie na południowy zachód przez jezioro Krzemień i dalej na południe do Jeziora Bytowskiego.
Rzeka uchodzi do Odry, koryta Domiąża, poniżej jeziora Dąbie, na północ od wsi Inoujście, w granicach gminy Goleniów, koło południowego krańca wyspy Mnisi Ostrów.

## Dorzecze
Dopływy (prawy-lewy):
- Kanał Żukowski
- Stobnica (L) wraz z Wardynką
- Reczyca (P)
- Mała Ina (L)

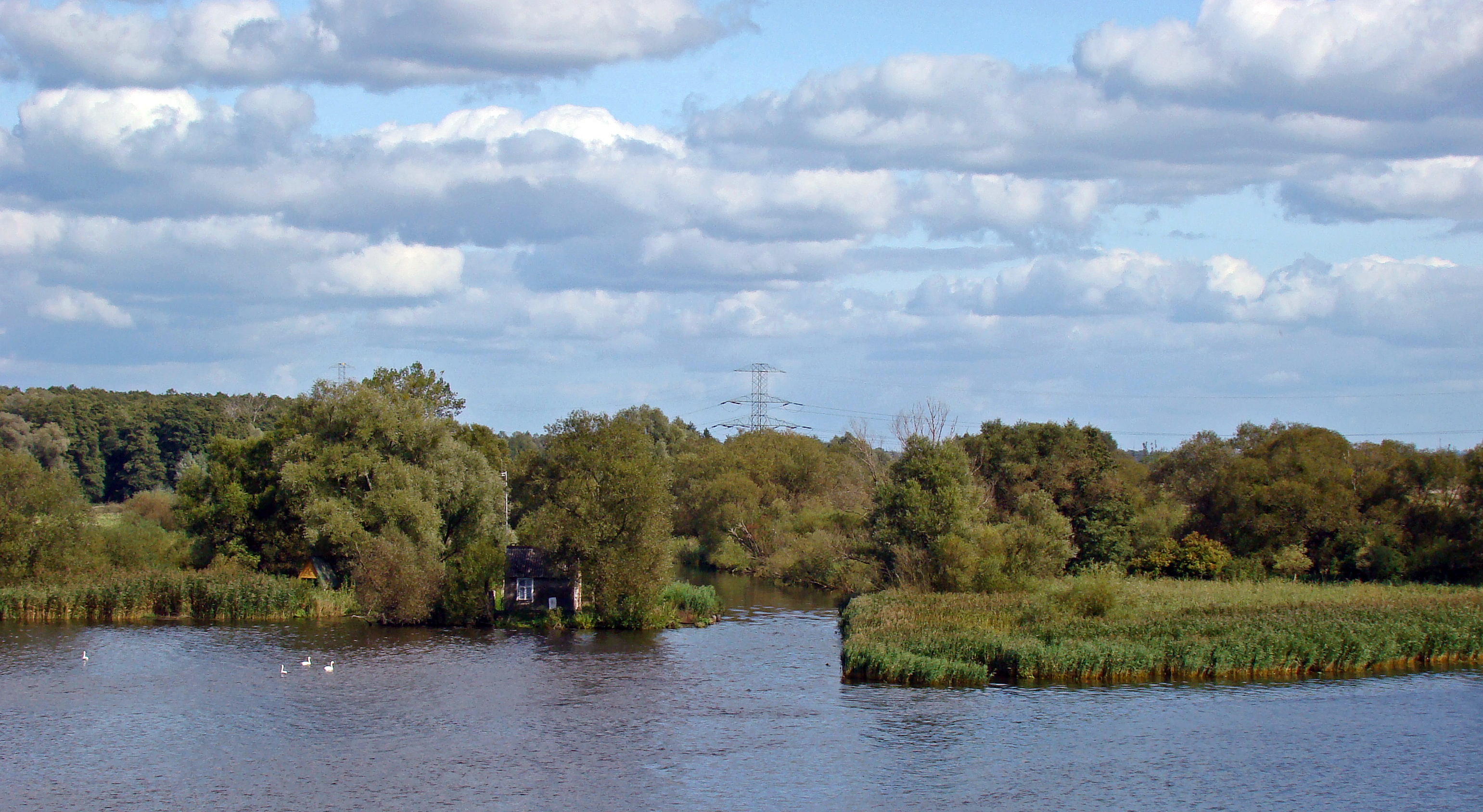
Ujście Iny do Odry (Domiązy) i tzw. Kamieniska

- Krąpiel (P) wraz z Krępą i Pęzinką
- Małka (P)
- Wisełka (P)
- Wiśniówka (P)
- Struga Goleniowska (P)

## Jakość wód
W 2009 r. przeprowadzono badania jakości wód Iny w dwóch punktach pomiarowych. W ich wyniku oceniono elementy fizykochemiczne wód na poniżej stanu dobrego, stan ekologiczny na umiarkowany, a w ogólnej dwustopniowej ocenie stwierdzono zły stan wód Iny.
| Punkt pomiarowy                     | Ocena elementów fizykochemicznych | Ocena elementów biologicznych | Stan ekologiczny | Stan chemiczny  | Ogólny stan wód |
| ----------------------------------- | --------------------------------- | ----------------------------- | ---------------- | --------------- | --------------- |
| poniżej Recza Pomorskiego (98,7 km) | poniżej stanu dobrego             | II klasa                      | umiarkowany      | poniżej dobrego | zły             |
| poniżej Goleniowa (10,2 km)         | poniżej stanu dobrego             | III klasa                     | umiarkowany      | dobry           | zły             |

Według danych Inspekcji Ochrony Środowiska poprzez Inę następuje odpływ metali ciężkich do Morza Bałtyckiego – w ciągu 2012 roku w ilościach: 0,4 tony cynku, 1,1 tony miedzi, ok. 200 kg ołowiu, ok. 100 kg kadmu oraz ok. 200 kg niklu.

## Szlak kajakowy
Ina jest miejscem spływów kajakowych. Spływ można rozpocząć w Reczu. W Puszczy Goleniowskiej nieopodal Bącznika, przy drodze Stawno – Kliniska Wielkie rozpoczyna się szlak kajakowy „Meandry Iny” o długości 33,5 km, który prowadzi przez Zabród, Goleniów, Modrzewie i Bolesławice do Inoujścia, a następnie już wodami jeziora Dąbie do ośrodka żeglarskiego w Lubczynie. W powiecie goleniowskim obowiązuje od 2012 roku zakaz pływania jednostkami z napędem motorowym.

## Historia
Ina była w przeszłości rzeką o znaczeniu handlowym, a u jej ujścia, w miejscowości Inoujście, istniał od XIII wieku port morski należący do Stargardu. 
W 1949 roku polskie władze zmieniły zapis nazwy rzeki z niemieckiego Ihna na polskie Ina.
24 lutego 2000 r. powołano Związek Gmin Dorzecza Iny z siedzibą w Marianowie, który stawia sobie za cel ochronę wód, ziemi i powietrza oraz krajobrazu będących bazą dla rekreacji i turystyki w obszarze dorzecza Iny. Do związku należy 6 gmin: gm. Dobrzany, gm. Dolice, gm. Marianowo, gm. Maszewo, gm. Recz, gm. Suchań.
Od marca 2008 działa Towarzystwo Przyjaciół Rzek Iny i Gowienicy.